# Ashton (Südafrika)
 Ashton  ist eine Stadt in der Lokalgemeinde Langeberg, Distrikt Cape Winelands, Provinz Westkap in Südafrika. Sie liegt am Fuß der Langeberg an der Route 62 zwischen Robertson und Montagu.
2011 hatte die Stadt 7727 Einwohner. 86,33 % der Bevölkerung werden in der Statistik als Mischlinge (Coloured) bezeichnet, 8,62 % sind Weiße und 4,14 % sind Schwarze. Der Rest verteilt sich auf andere Gruppen. Die hauptsächliche Sprache ist Afrikaans, das von mehr als 95 % der Bewohner gesprochen wird.

## Geschichte
Nach der Fertigstellung der Bahnstrecke Worcester–Voorbaai im Jahr 1897 bekam der Handelsstützpunkt Roodewal einen Bahnhof und wurde kurz darauf nach dem ersten Stationsmeister umbenannt in Ashton (nach Job Ashton, Direktor und Eisenbahningenieur der New Cape Central Railways). Den Stadtstatus erhielt der Ort 1956.
Ashton ist ein bekanntes Obstanbaugebiet mit zwei großen Konservenfabriken. Die Langeberg Fruit Company ist heute einer der größten Produzenten von Obstkonserven in Südafrika. Daneben gibt es hier fünf Weinkellereien.

## Einzelnachweise

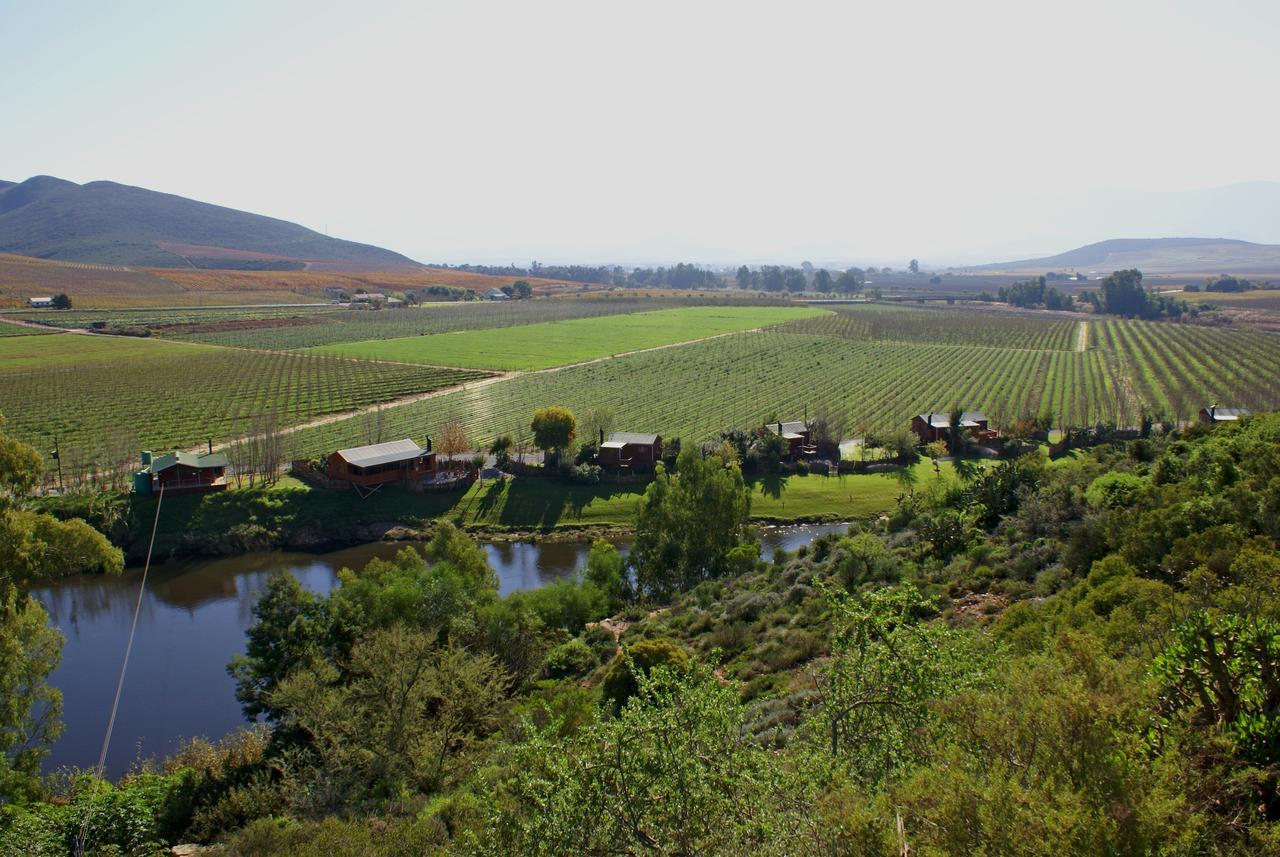
Blick entlang der Stormsvlei-Straße zwischen Ashton und Bonnievale